# 異世界チート魔術師
『異世界チート魔術師』（いせかいチートマジシャン）は、内田健による日本のライトノベルおよびそれを原作とするメディアミックス作品。小説投稿サイト「小説家になろう」にて2012年4月から連載開始。イラストをNardackが担当する書籍版は、ヒーロー文庫（イマジカインフォス）より2013年6月から刊行されている。2024年9月時点でシリーズ累計部数は380万部を突破している。

## あらすじ
いつもの日常を送っていた高校生の西村太一と吾妻凛の二人は、ある日突如足元に現れた魔法陣の影響か、異世界と思しき所へ飛ばされてしまう。冒険者パーティとの出会いで街に送り届けられた二人は、知らない異世界での生活のため冒険者になることを決意。訪問したギルドで冒険者に必要とされる魔力の検査を受けたところ普通でない結果となり、ギルドマスターの指示で魔術師ミューラ付添いの元、魔術師レミーアのところへ案内される。用意された魔力計測器での結果を読み取ったレミーアは、二人ともそれぞれ異なる稀な素養を持っていることを知り、冒険者になれる代わりに二人を弟子として修業を行わせることになった。

## 登場人物
声の項はテレビアニメ版の声優。

### 主要人物
西村 太一（にしむら たいち）
声 - 天﨑滉平
本作の主人公。身長は168cm。普通の高校生だった少年。高校生になって1ヶ月も経たないうちに凛と共に異世界に転移した後、なぜか圧倒的な力を得てしまう。
レミーア曰く一つの国を単独で滅ぼすことのできるほどの魔力を持っている。また異世界において珍しいとされる、一般的な四属性の適正がなく、適性となる属性が未知の魔導師（ユニークマジシャン）の素質を見出される。レミーアとの修行では飲み込みは悪かったものの、精霊の声を聞ける素質によって知らずの内に手助けを受け、魔力を具現化する方法を体得する。
適性となる属性が不明であるため、主な戦闘方法は浪費前提で膨大な魔力を利用した肉体強化における近接戦闘。魔力強度の高さもあり、並みの冒険者では傷一つ付けられない。
後に召喚術士であることが判明。シルフィード、ノーミード、ウンディーネ、サラマンダーと契約する。
吾妻 凛（あずま りん）
声 - 高橋李依
本作のヒロインの一人。女子高生で、太一の足元に出現した魔法陣から太一を出そうとした結果、巻き込まれる形で異世界に転移。背は女子にしては高めで太一と同じくらいの約168センチで出るところは出て、引っ込むところは引っ込んでいるモデル体型。10人中9人から「可愛い」と絶賛されるポニーテールの美少女。テニスが非常に上手く、ジュニアの全国区レベルの腕前。
Web版における当初の名前は「吾妻奏（あずま かなで）」だったが、後に「吾妻凛」へと改められた。
太一ほど圧倒的ではないが、異世界の基準においても驚異的と言える魔力を持った、火・風・土・水の四大属性全てに適正を持つ四大魔術師（クアッドマジシャン）。自身の持つ知的なセンスも相まって魔術行使までののみこみが早く、イメージによって魔導書にない応用的な魔術を操ることができる。また魔術剣「雷神剣」を具現化することができる。
料理はできないという。

### 異世界の住人

#### アズパイア
ミューラ
声 - 田中美海
レミーアの弟子。腰まで届く長い髪を持ち、無愛想ながらも彼女の美貌と渡り合える女性はまずいないと言われるほどの絶世の美女で、火・土の二属性を操る魔術師であり金の剣士の異名を持つ魔術剣士。
冒険者ギルド内では知らぬ者はいなく、今までは1人で冒険者の依頼をこなしてきたが、今では太一と凛と共同で依頼をこなすという仲間意識のようなものが芽生え始めた。同じ魔術師として凛の見知らぬ魔法の応用知識にはかなり興味を持っており、太一と凛のズバ抜けた魔力数値には驚きを隠せないくらいだった。
100年以上の寿命を持つエルフの少女だが、彼女自身は登場時点で14歳。
レミーア・サンタクル
声 - 大原さやか
ミューラの師匠。世界でも指折りの実力を持つハーフエルフの魔術師。見た目は20代ほどで魅惑的な容貌の美女で「エロスを無差別に撒き散らす」と評されるが、実年齢は登場時点で83歳。女性にしては長身のようで太一は「低く見積もっても170後半はある」とのべていた。
太一と凛が異世界に来てからこの世界の知識、生きる術、魔術の指導や独り立ちするまでの間食住の世話を見てくれる。火・水・風の三属性を操る魔術師であり太一と凛がこの世界の人間ではなくどこか別の世界から来た人間ではないかと早い段階で気がついていた。
ジェラード・ボガード
声 - 魚建
アズパイアという街の冒険者ギルドのギルドマスター。太一と凛のずば抜けた適正結果の報告を聞き、今のままでは冒険者にはできないと判断しレミーアに紹介した。
マリエ
声 - 鎌倉有那
アズパイアという街の冒険者ギルドの受付嬢。
アルメダ
声 - 杉村ちか子
宿屋ミスリルの店主。そばかすが特長。
バラダー
声 - 紀ノ貴紀
異世界に来た直後の太一と凛が知り合った冒険者三人組の一人。冒険者ランクはB。外見は禿の大男。
ラケルタ
声 - 田丸篤志
異世界に来た直後の太一と凛が知り合った冒険者三人組の一人。冒険者ランクはB。外見は優男。
メヒリャ
声 -七瀬彩夏
異世界に来た直後の太一と凛が知り合った冒険者三人組の一人。冒険者ランクはB。とても小柄で太一と凛の胸の辺りまでの身長しかない。
アナスタシア
声 - 真野あゆみ
本作のヒロインの一人。太一と凛を襲った元暗殺者。
太一にノックアウトされた後、ジェラードによって地下牢に幽閉されていたが、ギルドに鞍替えし男に絡まれていた時に太一と再会。以前太一と凛が調査していた物資強奪の調査を引き継ぎ、太一と共同戦線する。元アサシンだけあって、身体能力はずば抜けている。太一が自分の事を心配してくれる優しさに特別な感情を抱き「アナ」という愛称で呼ぶようお願いするくらい親密な関係が築かれる。
だが魔物大戦時、自分には暗殺業しかない事に後ろめたさを感じ、謎の人物に催眠術をかけられそのまま戦地に向けて歩いていき、ツインヘッドドラゴンの攻撃から太一を庇った事で深手を負い、命を落としてしまう。
ミロ、メロ
声 - 木野日菜（ミロ、メロ）
双子の魔術師の女の子。土属性を扱う。
町の地下にレッドゴブリンを大量に生み出す所で、謎の白い服の男の指示によりレッドゴブリン達を大量に放つはずだったが、自分達が扱うレッドゴブリン達に逆に襲われてしまうところを太一に助けられ、それからは太一に付いていくと言い、行動を共にする。その後、凛とミューラとレミーアと共に魔物の大群と戦う。
終戦後は登場せず、どこへ行ったかは不明。

#### エリステイン魔法王国
ジルマール・エリステイン
声 - 家中宏
エリステイン魔法王国の国王。娘のシャルロットに異世界召喚を指示した。
シャルロット・エリステイン
声 - 末柄里恵
エリステイン魔法王国の王女で、時空魔導士。太一と凛をこの世界に召喚した張本人で、本当は太一だけが召喚されるはずだったのに、儀式中に刺客が持っていたナイフから垂れた血が魔法陣に落ち、それにより太一だけでなく凛までも呼び寄せるきっかけを作ってしまったという事を２人に打ち明け、深く謝罪した。
アルセナ
声 - 大西沙織
エリステイン魔法王国ノーマン公爵家の娘。終戦後にジルマール王の命令で太一と凛を連れていく。
スミェーラ・ガーヤ
声 - 井上麻里奈
王国軍総司令官で将軍。ビキニアーマーが目立つ姿をしている。太一との練習試合がきっかけで彼に惚れてしまう。
ベラ・ラフマ
声 - 逢沢ゆりか
宮廷魔術師長。

#### 精霊
エアリィ（エアリアル）/ シルフィ（シルフィード）
声 - 久保ユリカ
精霊の女王で四大精霊の一人。風の精霊。掌大の女の子の姿をしている。
当初はテレパシーのようなもので太一と話をしていたが、レッドウルフでピンチだった太一に仮契約のような形で力を貸した。だが太一自身精霊召喚魔法を完全に理解しているわけではないため、太一を助けたくてもできない状態だった。だがアナスタシアの死により太一は自分の力の事を真に理解した事で、ようやく太一と正式な契約を結ぶことができた。
シェイド
声 - 生天目仁美
闇の精霊。太一を召喚術師として選んだ謎の精霊で、ロドラやイニミークスを配下に暗躍している黒幕。ロドラにはカシムとグラミを使って太一達と戦わせ、イニミークスにはドルトエスハイムを唆させて戦争を起こさせた。

#### 敵対者
カシム
声 - 下野紘
農夫の男に扮した謎の白い服の男に付き従っている1人。深紅の契約を完成させるために、太一達を利用する。
太一に言う事を聞かせるために凛とミューラを人質に取ろうとしたが、エアリアルの力を得た太一に逆襲され、結果右腕を失うだけで命辛々逃亡した。それからは白い服の男に付き従っているが、どこか恐怖染みている顔色を見せる。
グラミ
声 - 日笠陽子
戦闘狂いの魔術師で、カシムに雇われの身。
アニメ版ではメリラの実の農場でカシムと共に現れているが、漫画版では他の冒険者パーティと組んでいて、深紅の契約を完成のため、組んでいた冒険者達を皆殺しにするという残酷な行為をしていた。だが謎の白い服の男に呪いをかけられてからは戦闘狂だったのが軟化、しかも自分が攫ったミューラの居場所を教えるなど優しい面を見せる。
白い服の男 / ロドラ
声 - 平川大輔
カシムが「猊下（げいか）」と呼び付き従う謎の男性。エリステイン魔法王国の教会では枢機卿を勤めている。
ドルトエスハイム
声 - 斉藤次郎
公爵。国王ジルマールの弟。終戦後、犯罪者として魔法王国に囚われ処刑された。
イニミークス
声 - 日野聡
ニルガンに魔術石を渡す。実はシェイドの配下でドルトエスハイムを唆して戦争を起こすよう仕組んでいた。精神操作の魔術で兵士たちを狂戦士してしまう。
ニルガン
声 - 真木駿一
公爵。イニミークスに裏切られ、殺される。
マルケーゼ
声 - 渡辺拓海
公爵。
ミストフォロス
声 - 室元気
敵に雇われた闇家業の魔術師。裏稼業を生業としている。

### その他
マギル、ライテ
声 - 江頭宏哉（マギル）、原田琢磨（ライテ）
街はずれの小屋に住む農夫。アズパイアの特産品メリラの実の畑作りをしている。
スソラ
声 - 藤原夏海
Aランク冒険者。重戦士。当初は敵に雇われ凛と敵対していたが、イニミークスの精神操作の魔術により兵士たちが狂戦士になって襲ってきたことで、状況が悪化し凛の提案で凛に雇われることにし共闘した。
ツインヘッドドラゴン
声 - 楠大典
上位種族。魔物大戦時、乱入して戦に参加した。太一との戦で実力を認め、シェイドの話に賛同し太一と戦うことを依頼されたことを打ち明けた。太一にシェイドについて忠告し強くなれと言って何処かへ去っていった。
小野寺 貴史（おのでら たかし）
太一の友人の男子生徒。身長180センチを越えている長身。アニメには未登場。

## 用語
魔術
精霊に魔力を与え、その対価として術を起こす許可と力を得てこれを行使する術。これを行使する者を魔術師と呼ぶ。
精霊・魔術の特徴として、火・水・土・風の属性と、それに沿った効果の特性をがある。
魔術師の基本的な能力の素質としては、魔力量と魔力強度が存在する。また、精霊側が魔術師を選ぶため、行使できる属性も素質で決まる。行使できる属性数に応じてシングルマジシャン、デュアルマジシャン、トリプルマジシャン、クアッドマジシャンと呼ばれていく。
まれにこれらの属性に適性しない「魔導師（ユニークマジシャン）」は、魔術ではなく魔法を行使する。これは精霊の力そのものを直接行使する。ただし、行使する精霊ごとに契約を結ぶ必要がある。
迷い人
何かのきっかけで次元に穴が開いてそこに落ちてしまった者や魔導師の次元を超える魔法による召喚によって別の次元の世界から来た者。

## 作風
本作は設定部分の解説に比重が重く置かれているが、著者・内田健自身は特別意識していたわけではないとしながらも、会話文が多くなってしまうことへの懸念が影響しているのではないかと振り返っている。また、本作ではスキルやステータスなどのパラメーターが組み込まれていないが、これは内田が数値化したパラメーター管理を続けることが負担になると感じたためであり、内田は細かい数値を出しすぎないことを意識しているという。
内田は「主人公が最強である」という点は大前提としながらも、最強＝苦戦しないとは考えていない。これは『ドラゴンボール』に登場する孫悟空の影響であるという。

## 制作背景
内田は『魔法科高校の劣等生』を読んだことがきっかけで「小説家になろう」の存在を知り、サイト内に掲載されている作品を次々に読んでいった。その中で「自身が本当に読みたい作品とは何か」について考えるようになる。そして、自身が面白いと思えることを追求し、「俺の俺による俺のための小説」というコンセプトを基に本作を執筆していった。内田は影響を受けた作品として『ブレイブ・ストーリー』を挙げている。
内田は書籍化にあたってWEB版での反省を反映させたり加筆修正を施している。ただ、ページ数の兼ね合いで内容削除を強いられており、これは内田が書籍化作業の中で最も苦労した点であるとしている。

## 既刊一覧

### 小説
- 内田健（著）・Nardack（イラスト） 『異世界チート魔術師』 主婦の友社 → イマジカインフォス〈ヒーロー文庫〉、既刊17巻（2024年9月30日現在）
  1. 2013年6月28日発売[36]、ISBN 978-4-07-290972-0
  2. 2014年1月31日第1刷発行（2013年12月26日発売[37]）、ISBN 978-4-07-294220-8
  3. 2014年10月31日第1刷発行（9月29日発売[38]）、ISBN 978-4-07-299163-3
  4. 2015年10月31日第1刷発行（9月30日発売[39]）、ISBN 978-4-07-403070-5
  5. 2016年6月30日第1刷発行（5月30日発売[40]）、ISBN 978-4-07-417668-7
  6. 2017年7月31日第1刷発行（6月30日発売[41]）、ISBN 978-4-07-426236-6
  7. 2018年1月31日第1刷発行（2017年12月28日発売[42]）、ISBN 978-4-07-429080-2
  8. 2018年6月10日第1刷発行（5月31日発売[43]）、ISBN 978-4-07-432610-5
  9. 2019年4月10日第1刷発行（3月30日発売[44]）、ISBN 978-4-07-437079-5
  10. 2019年7月10日第1刷発行（6月28日発売[45]）、ISBN 978-4-07-439575-0
  11. 2019年10月10日第1刷発行（9月28日発売[46]）、ISBN 978-4-07-440561-9
  12. 2020年4月10日第1刷発行（3月30日発売[47]）、ISBN 978-4-07-442838-0
  13. 2020年10月10日第1刷発行（9月30日発売[48]）、ISBN 978-4-07-446026-7
  14. 2021年3月10日第1刷発行（2月27日発売[49]）、ISBN 978-4-07-447942-9
  15. 2021年11月10日第1刷発行（10月29日発売[50]）、ISBN 978-4-07-449711-9
  16. 2024年1月31日発売[51]、ISBN 978-4-07-456705-8
  17. 2024年9月30日発売[52]、ISBN 978-4-07-460836-2

### 漫画
『月刊少年エース』（KADOKAWA）にて2017年2月号から鈴羅木かりんによるコミカライズ作品が連載中。
また、同じく『月刊少年エース』2018年10月号より2021年2月号まで、スピンオフ4コマ漫画『それゆけ！異世界チート魔術師』も連載された。作画は川村拓。ComicWalkerやニコニコ静画でも、雑誌連載版とは別内容のものを連載している。
- 内田健（原作）・Nardack（キャラクター原案）・鈴羅木かりん（作画） 『異世界チート魔術師』 KADOKAWA〈角川コミックス・エース〉、既刊18巻（2024年12月26日現在）
  1. 2017年6月26日初版発行（同日発売[54]）、ISBN 978-4-04-105917-3
  2. 2017年10月26日初版発行（同日発売[55]）、ISBN 978-4-04-106309-5
  3. 2018年4月26日初版発行（同日発売[56]）、ISBN 978-4-04-106310-1
  4. 2018年9月26日初版発行（9月25日発売[57]）、ISBN 978-4-04-107474-9
  5. 2019年3月26日初版発行（同日発売[58]）、ISBN 978-4-04-107477-0
  6. 2019年6月26日初版発行（6月25日発売[59]）、ISBN 978-4-04-108356-7
  7. 2019年10月26日初版発行（同日発売[60]）、ISBN 978-4-04-108357-4
  8. 2020年4月25日初版発行（同日発売[61]）、ISBN 978-4-04-109338-2
  9. 2020年9月26日初版発行（同日発売[62]）、ISBN 978-4-04-109340-5
  10. 2021年2月26日初版発行（同日発売[63]）、ISBN 978-4-04-109341-2
  11. 2021年7月26日初版発行（同日発売[64]）、ISBN 978-4-04-111584-8
  12. 2022年2月26日初版発行（2月25日発売[65]）、ISBN 978-4-04-111586-2
  13. 2022年7月26日初版発行（同日発売[66]）、ISBN 978-4-04-112723-0
  14. 2023年1月26日初版発行（同日発売[67]）、ISBN 978-4-04-113364-4
  15. 2023年6月26日初版発行（同日発売[68]）、ISBN 978-4-04-113825-0
  16. 2023年12月26日初版発行（同日発売[69]）、ISBN 978-4-04-114437-4
  17. 2024年6月25日発売[70]、ISBN 978-4-04-115051-1
  18. 2024年12月26日発売[71]、ISBN 978-4-04-115712-1

- 内田健（原作）・Nardack（キャラクター原案）・川村拓（作画） 『それゆけ！異世界チート魔術師』 KADOKAWA〈角川コミックス・エース〉、既刊2巻（2019年6月25日現在）
  1. 2019年3月26日発売[72]、ISBN 978-4-04-107821-1
  2. 2019年6月25日発売[73]、ISBN 978-4-04-108355-0

## テレビアニメ
2018年9月にアニメ化企画進行中であることが、2019年3月にテレビアニメ化がそれぞれ発表され、2019年7月から9月までAT-Xほかにて放送された。
タウンワークの企画「激レアバイト」の一環として、声優志望の2名が第7話に登場するモブ役を担当した。
2021年7月4日24時より、AT-Xにて新作エピソードとなる第13話を含めて一挙放送が行われた。

### スタッフ
- 原作 - 内田健[5]
- 原作イラスト - Nardack[5]
- 監督 - 筑紫大介[5]
- シリーズ構成 - 伊神貴世[5]
- キャラクターデザイン- 丸山修二[5]
- サブキャラクターデザイン - 渋谷秀、寒川歩[76]
- モンスターデザイン - 由利聡[76]
- プロップデザイン - 小澤円[76]
- アクション監修 - 追崎史敏、小澤和則[76]
- 美術監督 - 空閑由美子[76]
- 美術設定デザイン - 大山裕之、島村大輔[76]
- 色彩設計 - のぼりはるこ[76]
- 撮影監督 - 塩野修平[76]
- 編集 - 岡祐司[76]
- 音響監督 - 立石弥生[76]
- 音響効果 - 風間結花[76]
- 音楽 - 藤澤慶昌[5]
- 音楽制作 - KADOKAWA[5]
- 音楽プロデューサー - 若林豪[30]
- プロデューサー - 石上丈太郎[30]、高原秀樹[30]、有水宗治郎[30]、池内矩史[30]、南哲也[30]
- アニメーションプロデューサー - 川人憲治郎[30]、海上千晶[30]
- アニメーション制作 - エンカレッジフィルムズ[5]
- 製作 -「異世界チート魔術師」製作委員会[5]

### 主題歌
「PANTA RHEI」
MYTH & ROID作詞・作曲・編曲・歌のオープニングテーマ。
「小さな想い」
吾妻凛（高橋李依）によるエンディングテーマ。作詞はHaggy Rock、作曲はHaggy Rockと佐藤厚仁、編曲は佐藤厚仁。

### 各話リスト
| 話数   | サブタイトル           | 脚本       | 絵コンテ                | 演出                  | 作画監督                                                                                         | 総作画監督                      |
| ------ | ---------------------- | ---------- | ----------------------- | --------------------- | ------------------------------------------------------------------------------------------------ | ------------------------------- |
| 第1話  | 異世界からの「迷い人」 | 伊神貴世   | 筑紫大介                | 筑紫大介              | 寒川歩 細田沙織 小澤円 新垣重文 東美帆 西川真人 西尾智恵                                         | 丸山修二 渋谷秀                 |
| 第2話  | 魔術修行               | 伊神貴世   | 飯田史雄                | 加藤大志              | 寒川歩 細田沙織 小澤円 石橋友紀恵 飯塚葉子 井上高宏 高橋徳詔 UEC                                 | 渋谷秀 川島尚 丸山修二          |
| 第3話  | 駆け出し冒険者         | 伊神貴世   | 又野弘道                | 又野弘道              | Min Hyeon Suk                                                                                    | 渋谷秀 川島尚 丸山修二          |
| 第4話  | 真紅の契約             | 伊神貴世   | 佐々木こうじ            | 佐々木こうじ 筑紫大介 | 佐々木こうじ 寒川歩 細田沙織 井本由紀 石橋友紀恵 上野卓志 西川真人                               | 川島尚 丸山修二                 |
| 第5話  | 策動の匂い             | 関根アユミ | 江島泰男                | 江島泰男              | 小澤円 寒川歩 細田沙織 和田清美 Jang Junha                                                       | 川島尚 渋谷秀 丸山修二          |
| 第6話  | アズパイア防衛戦       | 伊神貴世   | もりたけし              | 徐恵眞                | Jang Min Ho Park Ji Ho Park Ji Seung                                                             | 川島尚 渋谷秀 丸山修二          |
| 第7話  | 召喚術師               | 伊神貴世   | 筑紫大介                | 加藤大志              | Moon Hee Kang Hyeon guk Hwang Seong won Jeong Yong un                                            | 川島尚 渋谷秀 丸山修二          |
| 第8話  | 王都ウェネーフィクス   | 福田裕子   | 又野弘道                | 又野弘道              | Min Hyeon Suk                                                                                    | 川島尚 渋谷秀 丸山修二 井本由紀 |
| 第9話  | 戦のはじまり           | 福田裕子   | まついひとゆき          | 加藤大志              | 寒川歩 細田沙織 平馬浩司 和田清美 MICO ANIMATION STUDIO Jang Min Ho Park Ji Ho Park Ji Seung UEC | 丸山修二 渋谷秀 川島尚          |
| 第10話 | ひとつの決着           | 関根アユミ | こでらかつゆき          | 又野弘道              | 小澤円 寒川歩 Jeon Duhwan Song Hyeonju                                                           | 井本由紀 川島尚 丸山修二 渋谷秀 |
| 第11話 | マーウォルトの会戦     | 伊神貴世   | 飯田史雄                | 深瀬重                | Moon Hee Jeong Yong un Hwang Seong won 桜井木ノ実 金海淑                                         | 川島尚 丸山修二 渋谷秀          |
| 第12話 | 異世界チート魔術師     | 伊神貴世   | こでらかつゆき 筑紫大介 | 加藤大志              | 寒川歩 小澤円 石橋友紀恵 UEC H.W.JOO H.J.KIM 星山企画                                            | 丸山修二 渋谷秀 川島尚 井本由紀 |
| 第13話 | 宵星の祭りと魔術師     | 伊神貴世   | 筑紫大介                | 筑紫大介              | 寒川歩 川島尚 井本由紀 小澤円 平馬浩司 齋藤香織                                                  | 渋谷秀 丸山修二                 |

### 放送局
| 放送期間                | 放送時間                     | 放送局     | 対象地域 | 備考                                 |
| ----------------------- | ---------------------------- | ---------- | -------- | ------------------------------------ |
| 2019年7月10日 - 9月25日 | 水曜 22:00 - 22:30           | AT-X       | 日本全域 | 製作参加 / CS放送 / リピート放送あり |
| 2019年7月11日 - 9月26日 | 木曜 1:35 - 2:05（水曜深夜） | TOKYO MX   | 東京都   |                                      |
|                         |                              | KBS京都    | 京都府   | 製作参加                             |
|                         | 木曜 2:00 - 2:30（水曜深夜） | サンテレビ | 兵庫県   |                                      |
| 2019年7月12日 - 9月27日 | 金曜 2:05 - 2:35（木曜深夜） | テレビ愛知 | 愛知県   |                                      |
| 2019年7月13日 - 9月28日 | 土曜 1:00 - 1:30（金曜深夜） | BS11       | 日本全域 | BS放送 / 『ANIME+』枠                |

| 配信期間                | 配信時間        | 配信サイト    |
| ----------------------- | --------------- | ------------- |
| 2019年7月10日 - 9月25日 | 水曜 22:30 更新 | dアニメストア |
| 2019年7月13日 - 9月28日 | 土曜 更新       | AbemaTV       |

### BD / DVD
| 巻 | 発売日         | 収録話         | 規格品番  | 規格品番   |
| 巻 | 発売日         | 収録話         | BD        | DVD        |
| -- | -------------- | -------------- | --------- | ---------- |
| 1  | 2019年10月25日 | 第1話 - 第4話  | KAXA-7791 | KABA-10731 |
| 2  | 2019年11月27日 | 第5話 - 第8話  | KAXA-7792 | KABA-10732 |
| 3  | 2019年12月25日 | 第9話 - 第12話 | KAXA-7793 | KABA-10733 |

### Webラジオ
『異世界チート放送局』のタイトルで、2019年7月2日から10月8日まで音泉にて隔週火曜日に配信。パーソナリティは西村太一役の天﨑滉平に加え、吾妻凛役の高橋李依とミューラ役の田中美海が回がわりで担当する。

#### ゲスト
- 第4回（2019年8月13日） - 大原さやか
- 第5回（2019年8月27日） - 久保ユリカ